# Alan Stacey

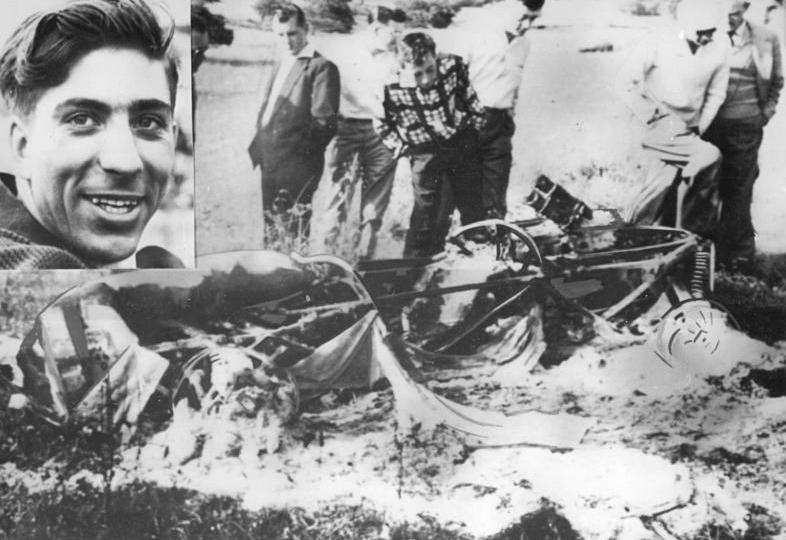
Boven links: Stacey voor de wedstrijd; rechts: de uitgebrande racewagen.

Alan Stacey (Broomfield, 29 augustus 1933 - Circuit Spa-Francorchamps, 19 juni 1960) was een Brits autocoureur. Hij kwam om het leven tijdens de Grand Prix Formule 1 van België 1960.
Op zijn zeventiende was Stacey betrokken bij een motor-ongeluk, waarna een deel van zijn rechterbeen geamputeerd moest worden. Met een kunstbeen slaagde hij er vervolgens in een carrière te maken in de autosport en na goede prestaties voor Lotus in de Formule 2 en sportscars gaf teambaas Colin Chapman hem in 1959 de kans in de Formule 1 als opvolger van Graham Hill naast Innes Ireland.
Tijdens de Belgische Grand Prix van 1960 op Spa-Francorchamps werd Stacey op een recht stuk in het gezicht geraakt door een vogel, waarna hij de controle over zijn auto verloor, over een aarden wal schoot en uit de auto werd geslingerd. Hij overleefde het ongeluk niet. Bizar genoeg was enkele minuten eerder op bijna hetzelfde punt Chris Bristow gecrasht, die daarbij ook om het leven kwam.